# La Galissonnière (1960)
La Galissonnière (D638) – francuski niszczyciel (fr.: escorteur d'escadre) będący w służbie od 1962 do 1990 roku, jedyny okręt typu T56. Nazwę swą otrzymał na pamiątkę markiza La Galissonnière, francuskiego admirała, jako trzeci okręt o tej nazwie.
Wstępne założenia taktyczno-techniczne dla niszczyciela zdolnego do przenoszenia nowego francuskiego systemu zwalczania okrętów podwodnych: rakietotorped Malafon, opracowano w 1956 roku. Oparto się przy tym na konstrukcji niszczycieli wcześniejszych typów: T47 i T53R. Jednocześnie "La Galissonnière" miał otrzymać inne, opracowane w połowie lat 50. XX wieku, nowoczesne systemy uzbrojenia: półautomatyczne armaty uniwersalne Creusot-Loire Mod. 1953 kal. 100 mm, czterolufowy miotacz rakietowych bomb głębinowych kal. 305 mm, radar artyleryjski w bezobsługowej wieży, sonar holowany i lądowisko dla śmigłowca ZOP.
Stępkę pod niszczyciel położono w stoczni w Lorient w listopadzie 1958 roku. Po wejściu do służby w 1962 roku "La Galissonnière" był pierwszym francuskim okrętem uzbrojonym w kierowane pociski rakietowe. Niszczyciel był wykorzystywany przez Francuską Marynarkę Wojenną jako okręt eksperymentalny, do prób z nowymi rodzajami uzbrojenia. W ich efekcie podjęto decyzję o modernizacji i przezbrojeniu części niszczycieli typu T47 na wyspecjalizowane okręty przeciwpodwodne. Sam "La Galissonnière" służył początkowo w składzie floty Morza Śródziemnego, później także na Atlantyku i Oceanie Indyjskim. 
Okręt wycofano z czynnej służby 20 kwietnia 1990 roku.